# Paralcis thricophora
Paralcis thricophora là một loài bướm đêm trong họ Geometridae.